# Xuân Cao
Xuân Cao là một xã thuộc huyện Thường Xuân, tỉnh Thanh Hóa, Việt Nam.
Xã Xuân Cao có diện tích 36,42 km², dân số năm 1999 là 5479 người, mật độ dân số đạt 150 người/km².

## Lịch Sử
Xã Xuân Cao (tên gọi có từ sau năm 1945),
Phía bắc giáp xã Thọ Thanh và xã Xuân Dương, phía Nam giáp xã Luận Thành, phía Tây giáp xã Luận Khê, phía Đông giáp Xã Xuân Bái và Xã Xuân Phú thuộc Huyện Thọ Xuân,  trước Cách mạng tháng Tám 1945 có các làng: Thé, Lù, Kha, Rạch; Nay gồm các thôn hành chính: Quyết Thắng 1, Quyết Thắng 2, Xuân Minh 1, Xuân Minh 2, Xuân Thắng, Trung Nam, Trung Tiến, Thành Tiến